# Raión nacional shapsug
El Raión nacional shapsug (del ruso: Шапсугский национальный район) fue una división administrativa de la República Socialista Federativa Soviética de Rusia, en la Unión de Repúblicas Socialistas Soviéticas, que se encontraba dentro de las fronteras del krai de Krasnodar (1925-1934, Krai del Cáucaso Norte; 1934-1937, Krai de Azov-Mar Negro) y que existió entre 1924 y 1945. Tuvo varios centros administrativos: Tuapsé (1924-1930), Vtorói Krasnoaleksandrovski (1930), Sovet-Kvadzhe (1931) y Lázarevskoye.

## Historia
El raión nacional fue establecido, con centro en Tuapsé, el 6 de septiembre de 1924 en el territorio del ókrug del Mar Negro del óblast de Kubán-Mar Negro, en una zona poblada principalmente por alrededor de 3 400 personas de etnia shapsug. A  inicios de 1925 estaba compuesta por cuatro selsoviets: Karpovski, Kichmai, Krasno-Aleksandrovski y Pseushjo, en una extensión de 462 km². En 1930 se trasladó su centro al aul Vtorói Krasnoaleksandrovski y en 1931 a Sovet-Kvadzhe. En 1934 el raión comprendía ocho selsoviets:  Kamir-Astovski, Karpovski, Kichmaiski, Krasno-Aleksandrovski, Lazarevski, Psebinski, Pseushjovski y Sovet-Kvadzhe. Hacia finales de la década de 1930 deja de utilizarse la denominación raión nacional, utilizándose raión Shapshugski en su lugar. En 1941 eran siete los selsoviets: Kamir-Astovski, Kichmaiski, Krasno-Aleksandrovski, Lazarevski, Makopsinski, Marianski y Pseushjovski. El 27 de mayo de 1945 fue rebautizado raión de Lázarevskoye. El 1 de diciembre de 1990 el I Congreso Adigués del Mar Negro (Shapsug) se mostró favorable a la nueva formación de un raión nacional shapsug, pero esta iniciativa no ha contado con apoyos gubernamentales.